# John Willock Noble

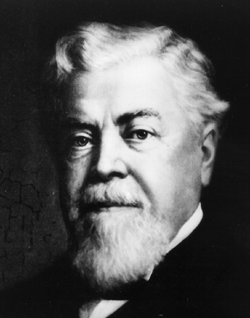
John Willock Noble

John Willock Noble (* 26. Oktober 1831 in Lancaster, Ohio; † 22. März 1912 in St. Louis, Missouri) war ein US-amerikanischer Jurist und Politiker (Republikanische Partei), der dem Kabinett von US-Präsident Benjamin Harrison als Innenminister angehörte.

## Leben
Nach dem Besuch des Miami College in Oxford wechselte Noble auf die Yale University, wo er 1851 seinen Abschluss machte. Er studierte die Rechtswissenschaften, wurde 1853 in die Anwaltskammer von Ohio aufgenommen und eröffnete eine Anwaltskanzlei. 1855 zog Noble nach St. Louis; zu diesem Zeitpunkt gehörte er der Free Soil Party an. Im folgenden Jahr ließ er sich in Iowa nieder und wechselte zu den Republikanern. 1859 wurde er zum Anwalt (City attorney) von Keokuk gewählt.
Als der Bürgerkrieg ausbrach, schloss sich Noble der Unionsarmee an und kämpfte für das 3. Kavallerie-Regiment von Iowa. Er bekleidete den Rang eines Lieutenant Colonel und fungierte als Judge Advocate General; später wurde er zum Brigadegeneral befördert. Nach der Rückkehr aus dem Krieg lebte John Noble wieder in Missouri, wo er 1867 zum Bundesstaatsanwalt für den östlichen Distrikt des Staates berufen wurde. Diesen Posten hatte er für die nächsten zwei Jahrzehnte inne.

## Wechsel in die Politik
Nach dem Erfolg der Republikaner bei der Präsidentschaftswahl 1888 übernahm Noble den Posten des Innenministers im Kabinett Harrison. Zu einer Zeit, da das Innenministerium für explosive politische Bereiche wie die Landvergabe an Eisenbahngesellschaften, Pensionsansprüche von Bürgerkriegsveteranen oder den Umgang mit den Indianern zuständig war, stieß die Besetzung dieses Postens mit dem als ehrenhaft bekannten Juristen auf allgemeine Zustimmung. Während seiner Amtszeit, die deckungsgleich mit der Präsidentschaft Harrisons war, verfolgte Noble den Whiskey Ring und unterstützte den Forest Reserve Act von 1891, der es den Präsidenten erlaubte, Waldflächen als Nationalparks in die öffentliche Hand zu übergeben.
John Noble kehrte nach dem Ende seiner Amtszeit im März 1893 nach St. Louis zurück, wo er wieder als Anwalt arbeitete und 1912 verstarb. Das Noble County in Oklahoma wurde nach ihm benannt.